# Rodnande musseron
Rodnande musseron (Tricholoma orirubens) är en svampart som beskrevs av Quél. 1873. Rodnande musseron ingår i släktet musseroner och familjen Tricholomataceae. Arten är reproducerande i Sverige. Inga underarter finns listade i Catalogue of Life.